# 公共洗衣处 (欧洲旧式)
欧洲曾建有许多公共洗衣处（法語：lavoir，發音：[lavwaʁ] ⓘ），它们通常建在泉边或河畔，多盖有顶棚以遮风避雨。自动洗涤设备普及之后，这些公共洗衣处逐渐被弃用，不过今天仍作为景点存在。
在法国巴黎、里昂等城市的河中曾有洗衣船运营，许多专业洗衣女工活动于此。

## 图集

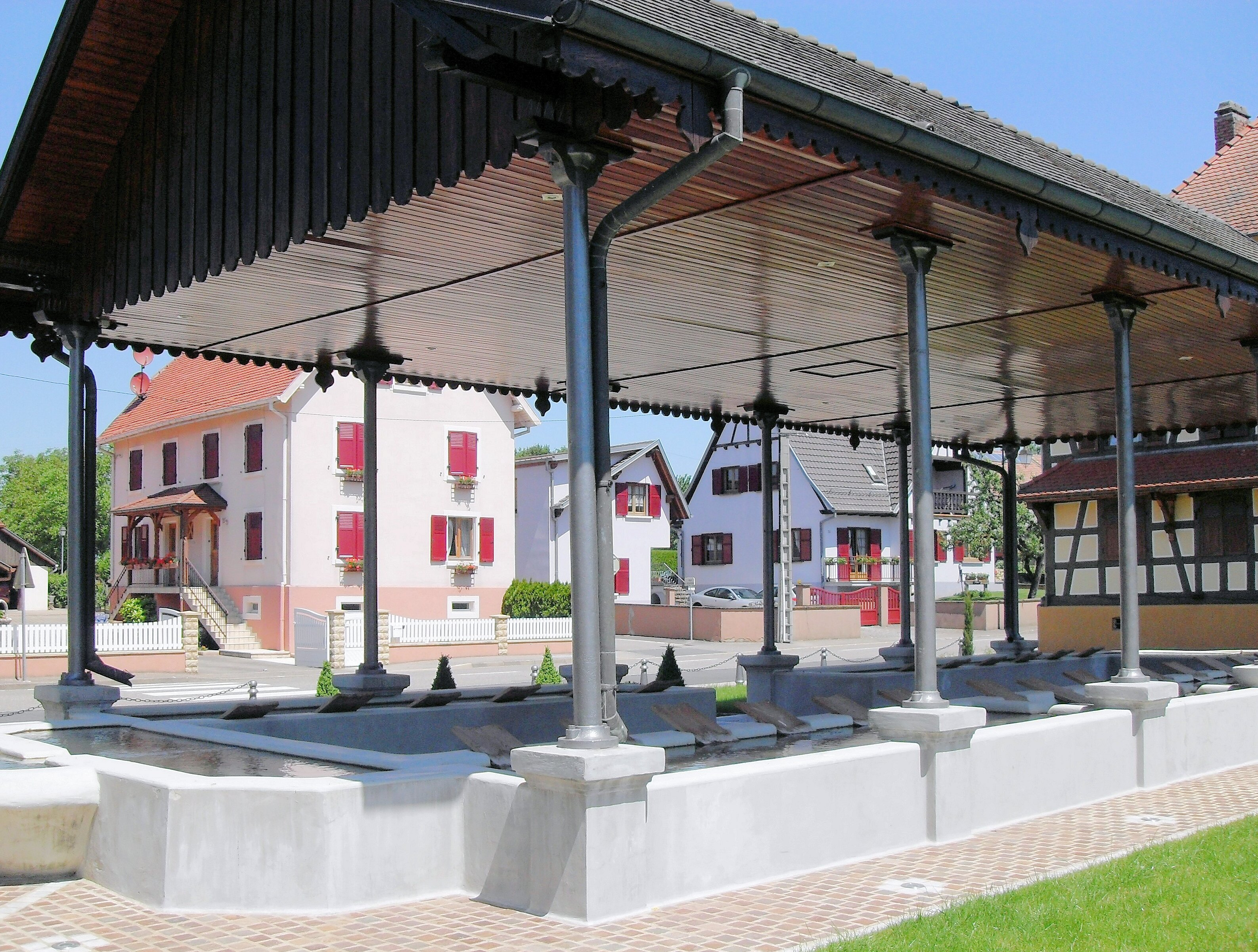
法国上莱茵省巴尔什维莱尔的公共洗衣处
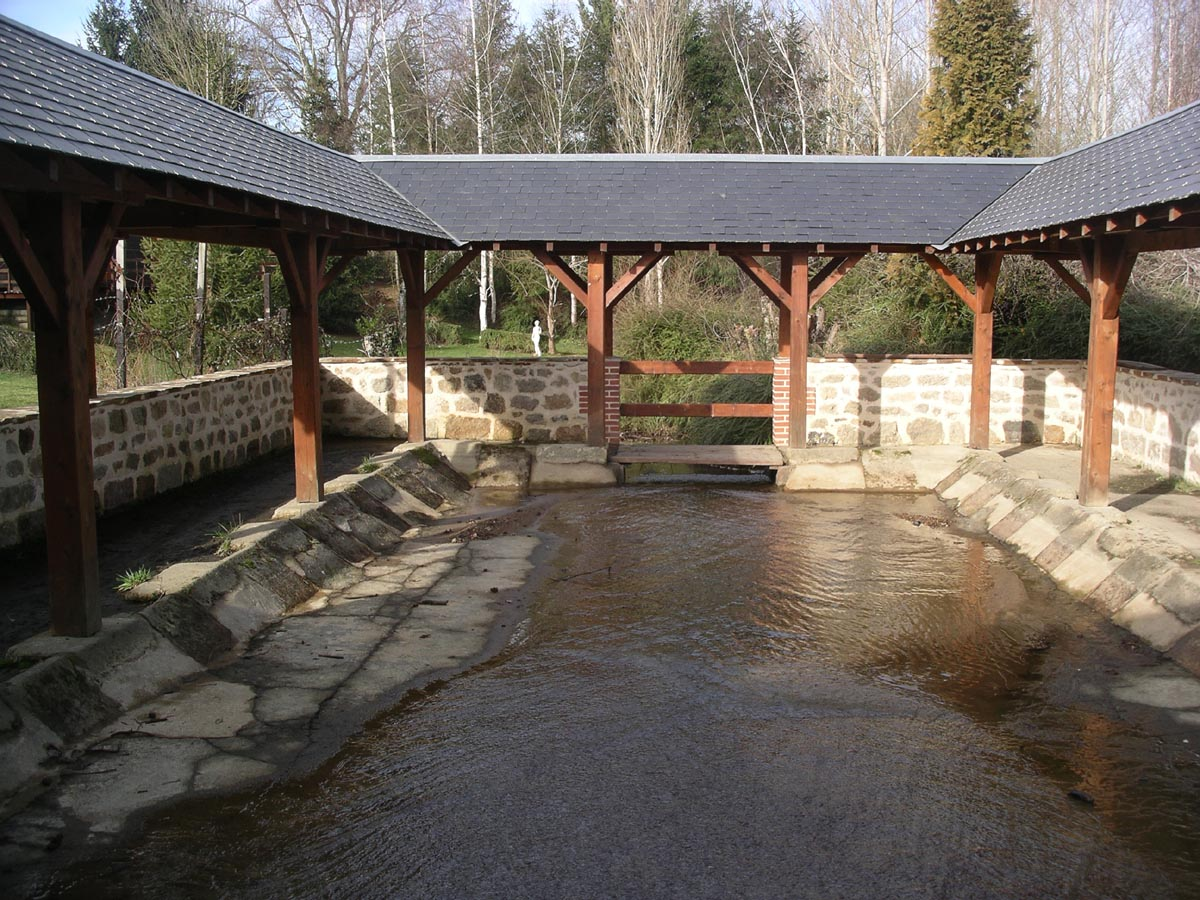
法国克勒兹省博纳的公共洗衣处
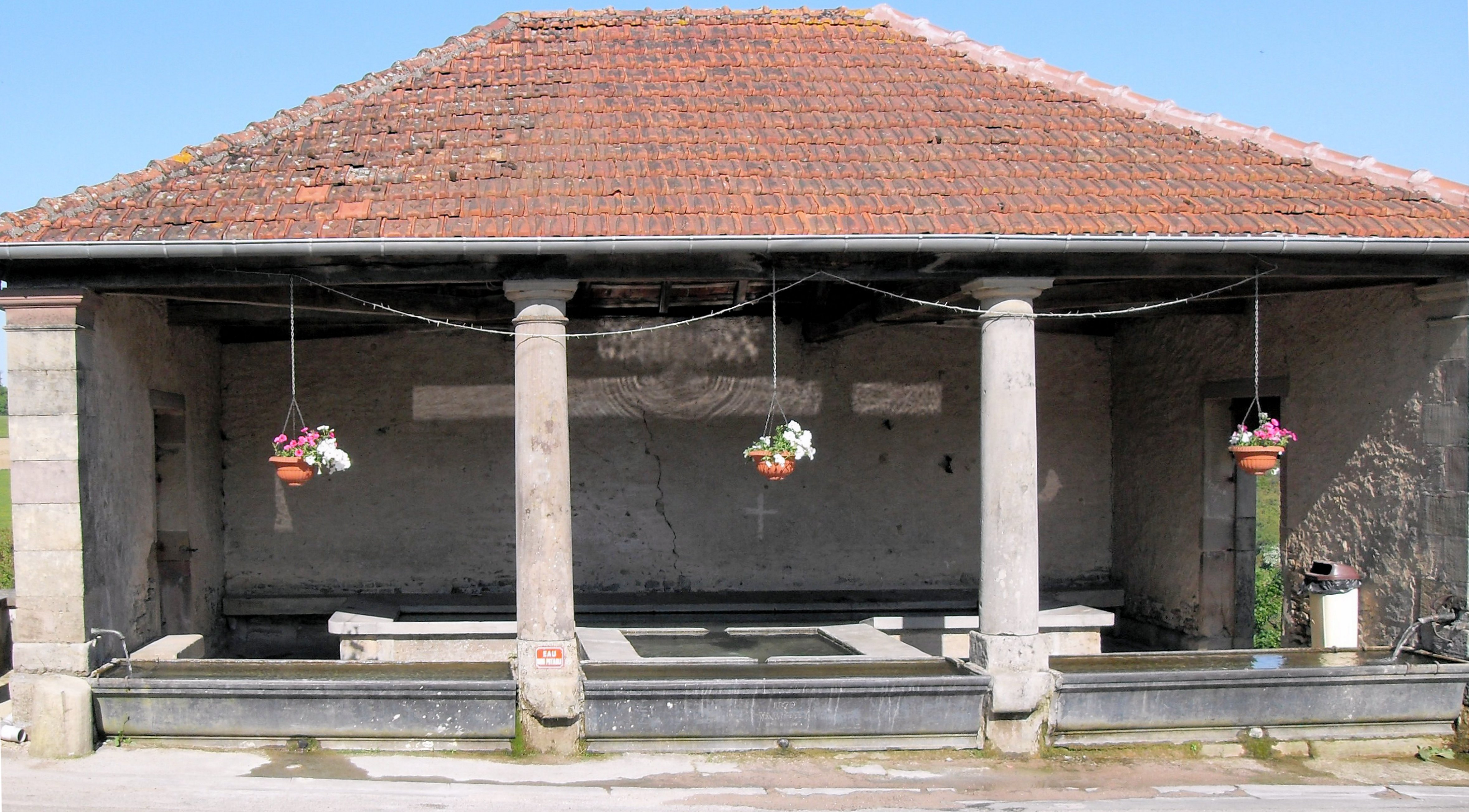
法国孚日省弗里宗的公共洗衣处
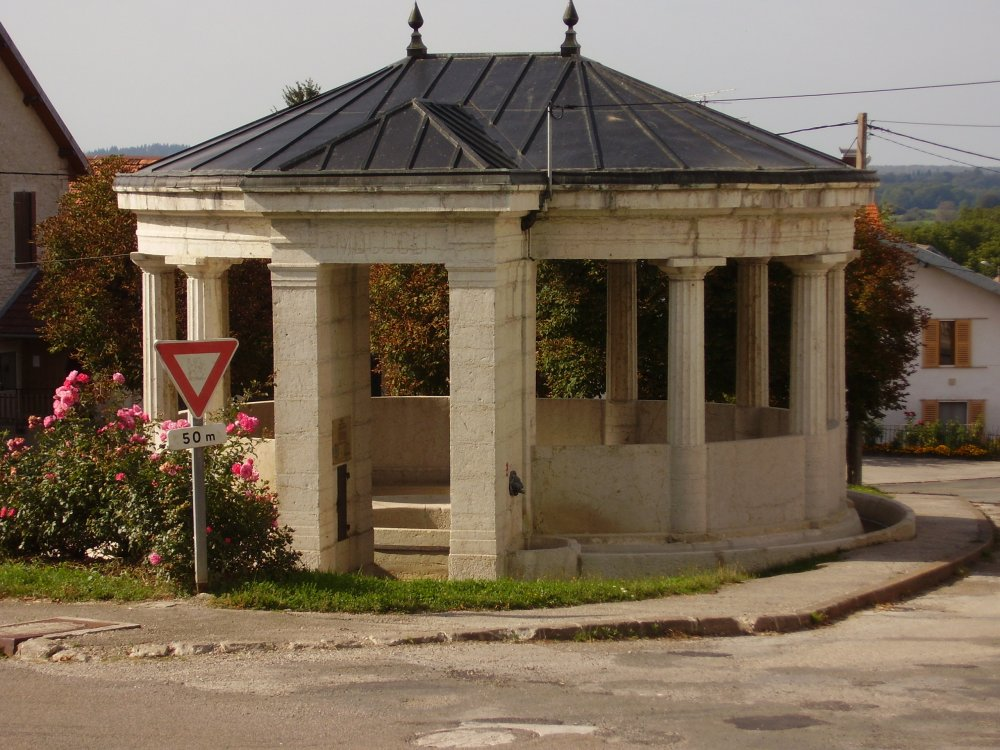
法国杜省洛赖的公共洗衣处
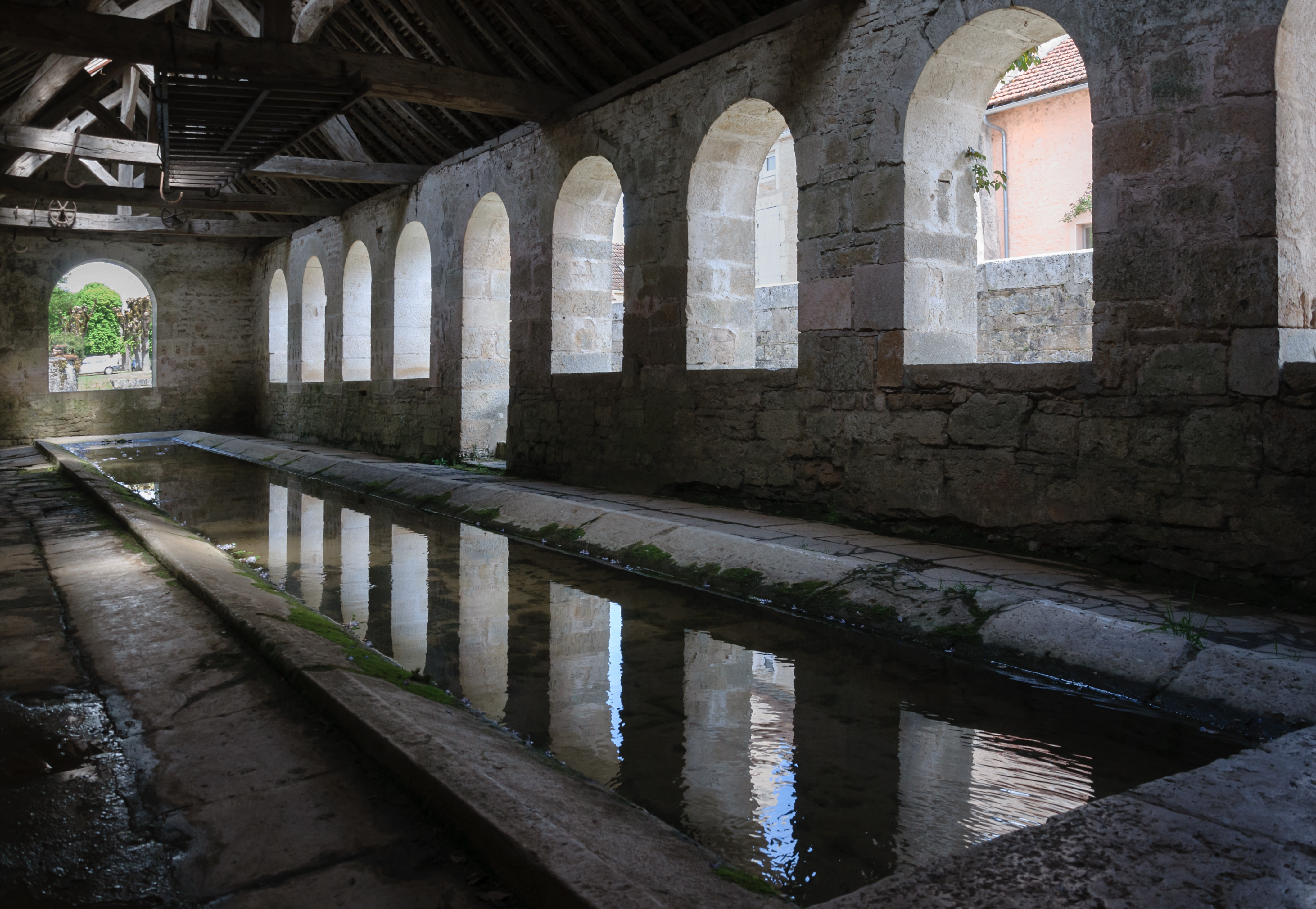
法国约讷省努瓦耶的公共洗衣处
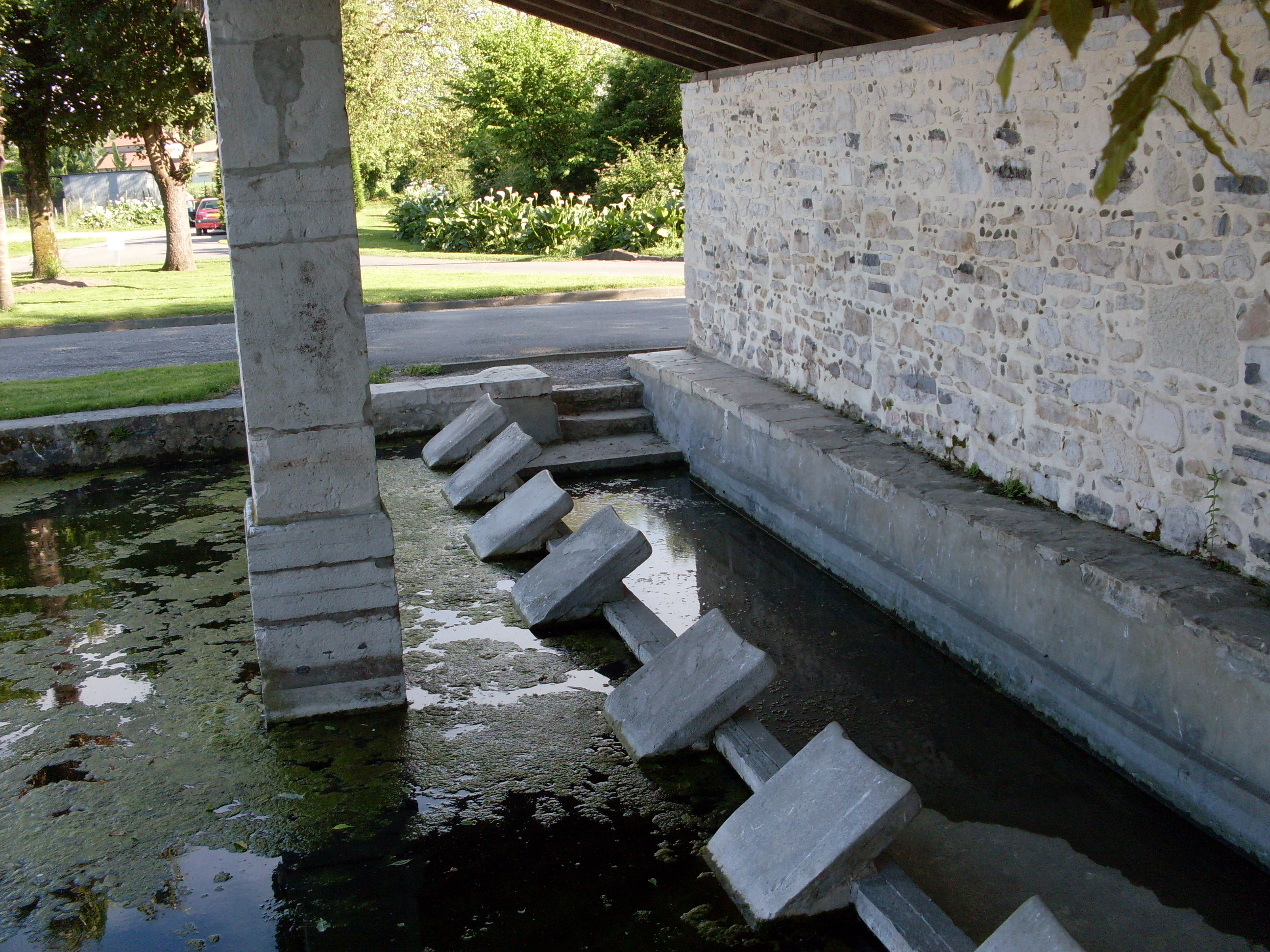
法国朗德省奥尔特维耶勒的公共洗衣处
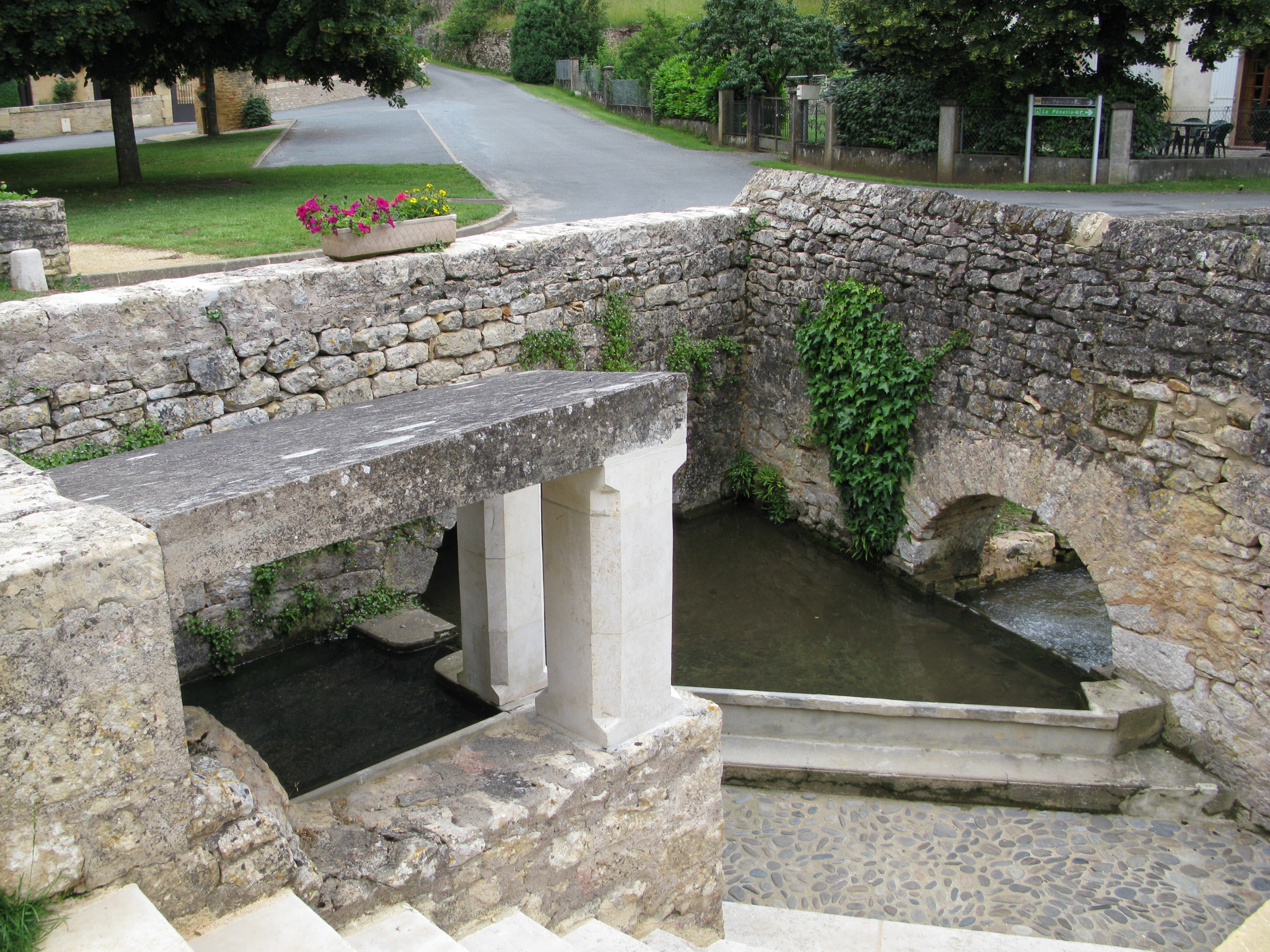
法国多爾多涅省波纳的公共洗衣处
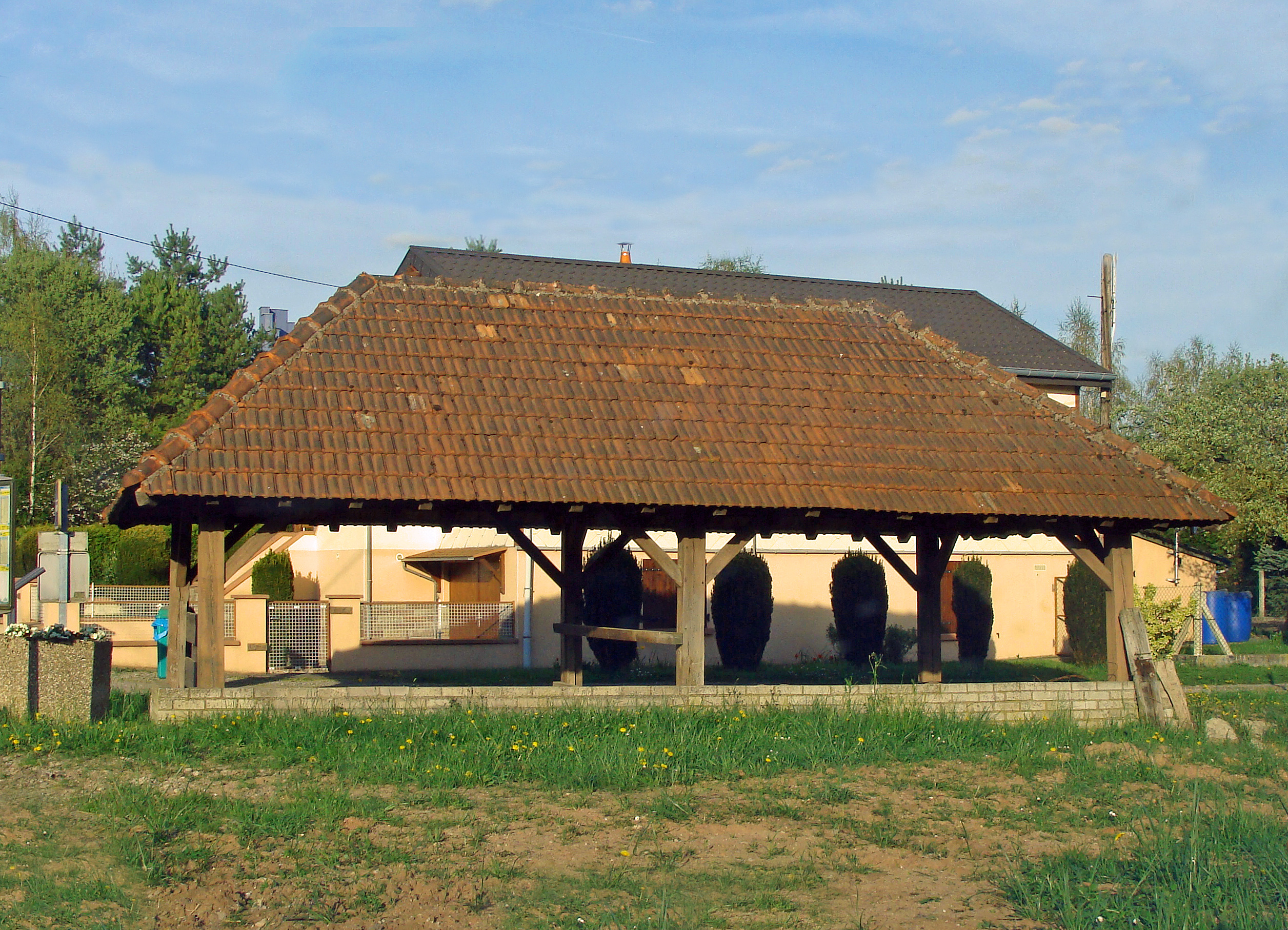
法国摩泽尔省萨拉尔布的公共洗衣处
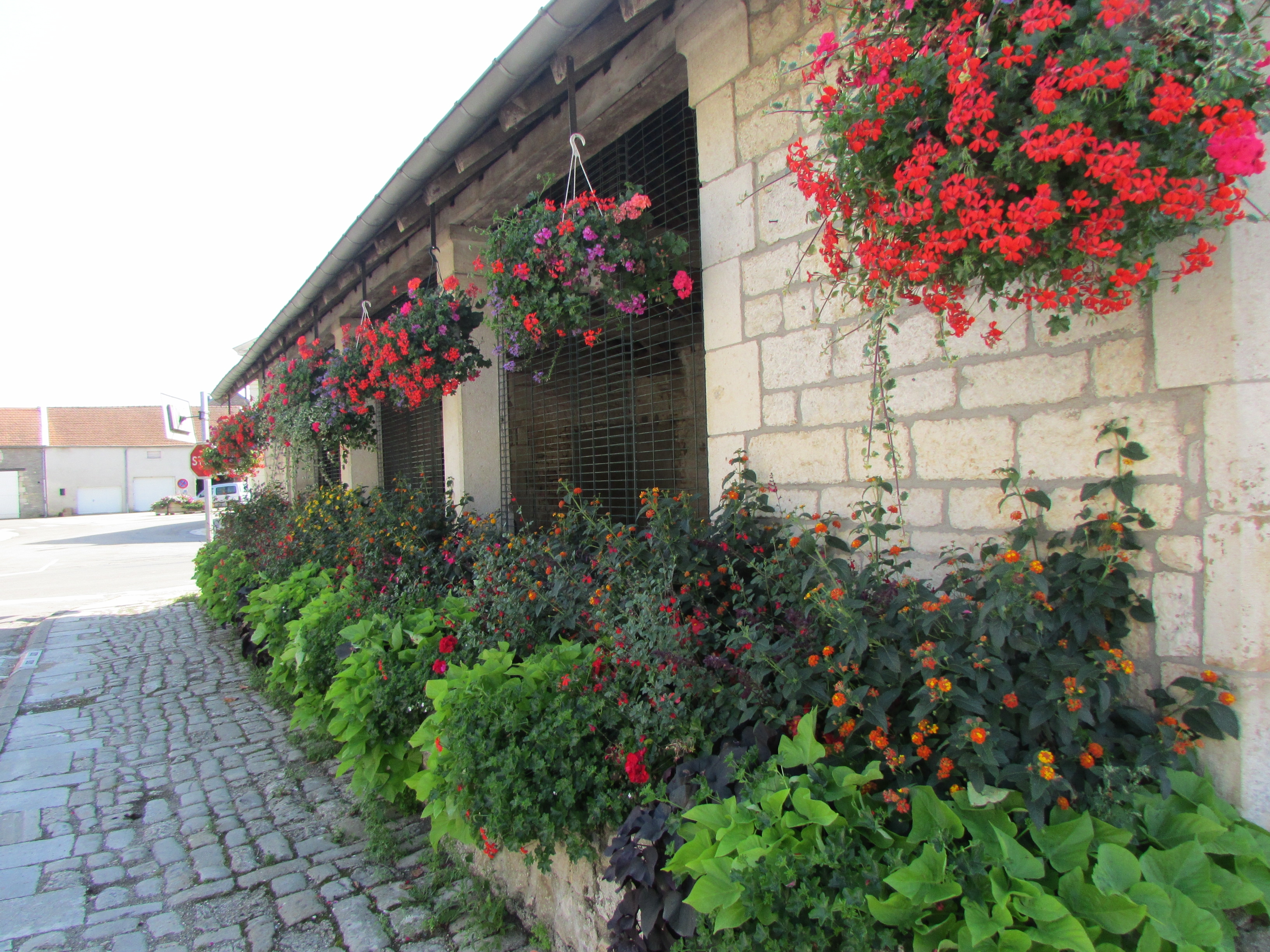
法国上马恩省芒德尔拉科特花团锦簇的公共洗衣处
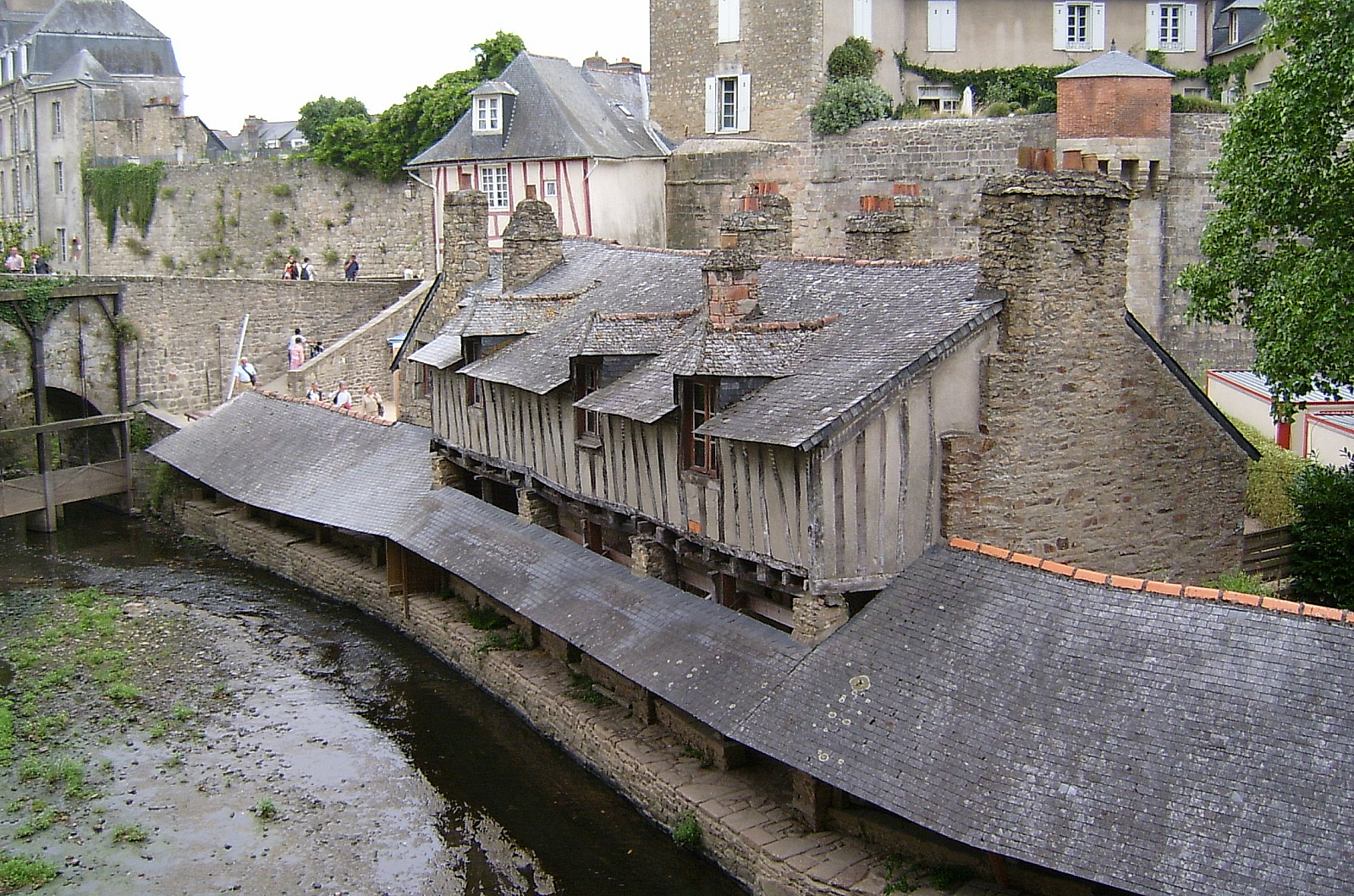
法国莫尔比昂省瓦讷的公共洗衣处
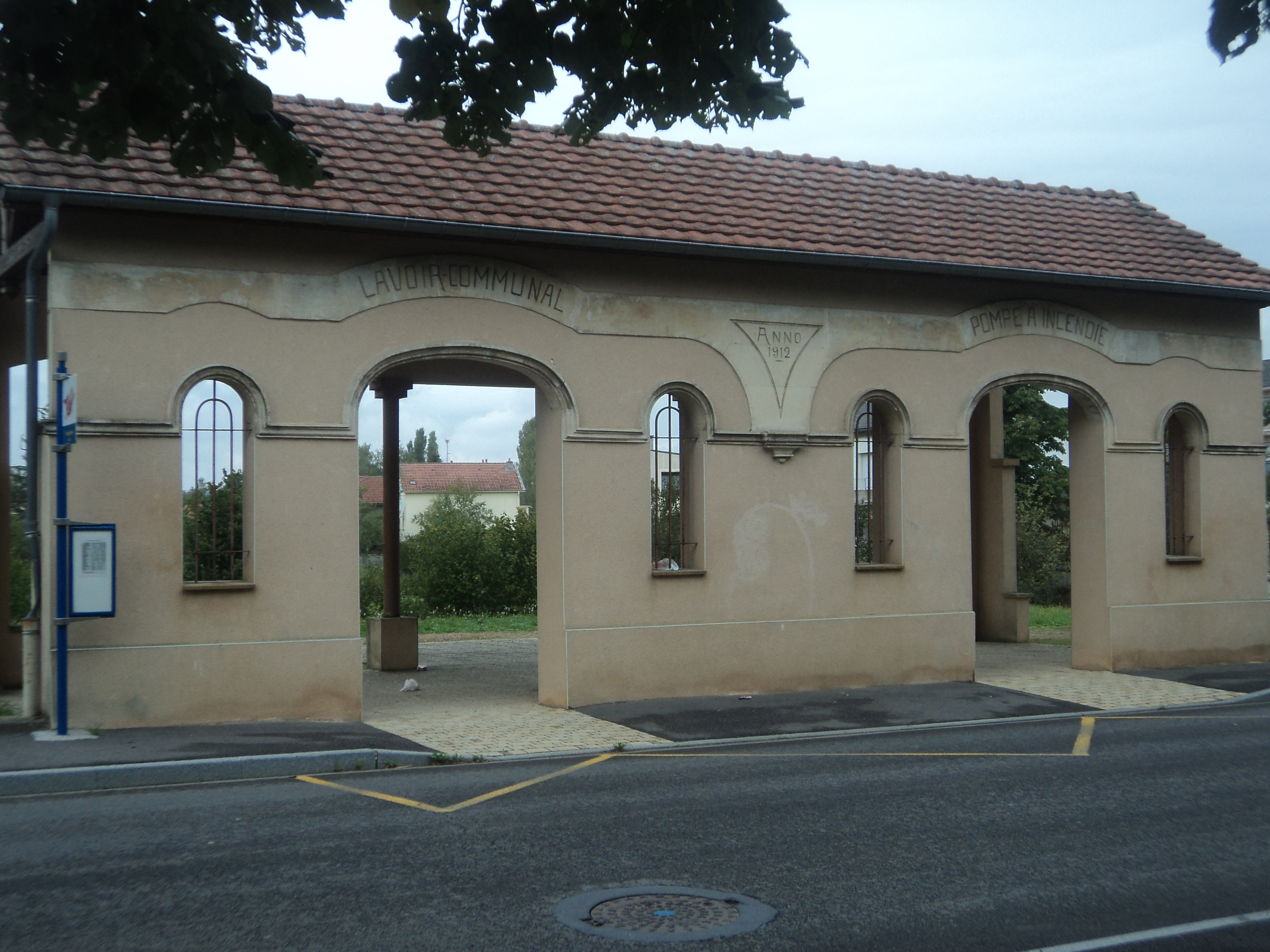
法国默尔特-摩泽尔省蒂克尼约的原公共洗衣处，今改建为公交车站
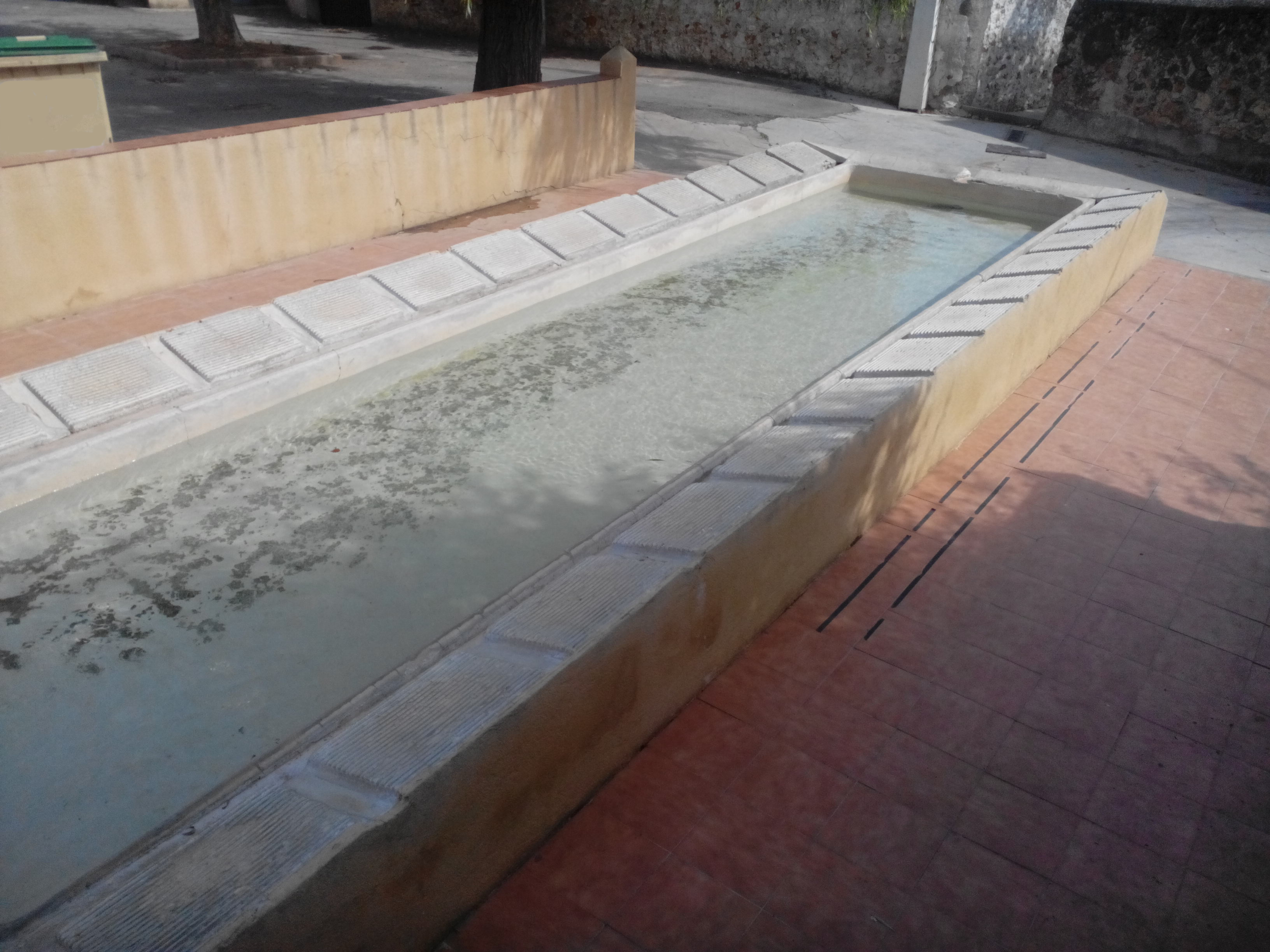
西班牙昆卡省贝利斯卡的公共洗衣处
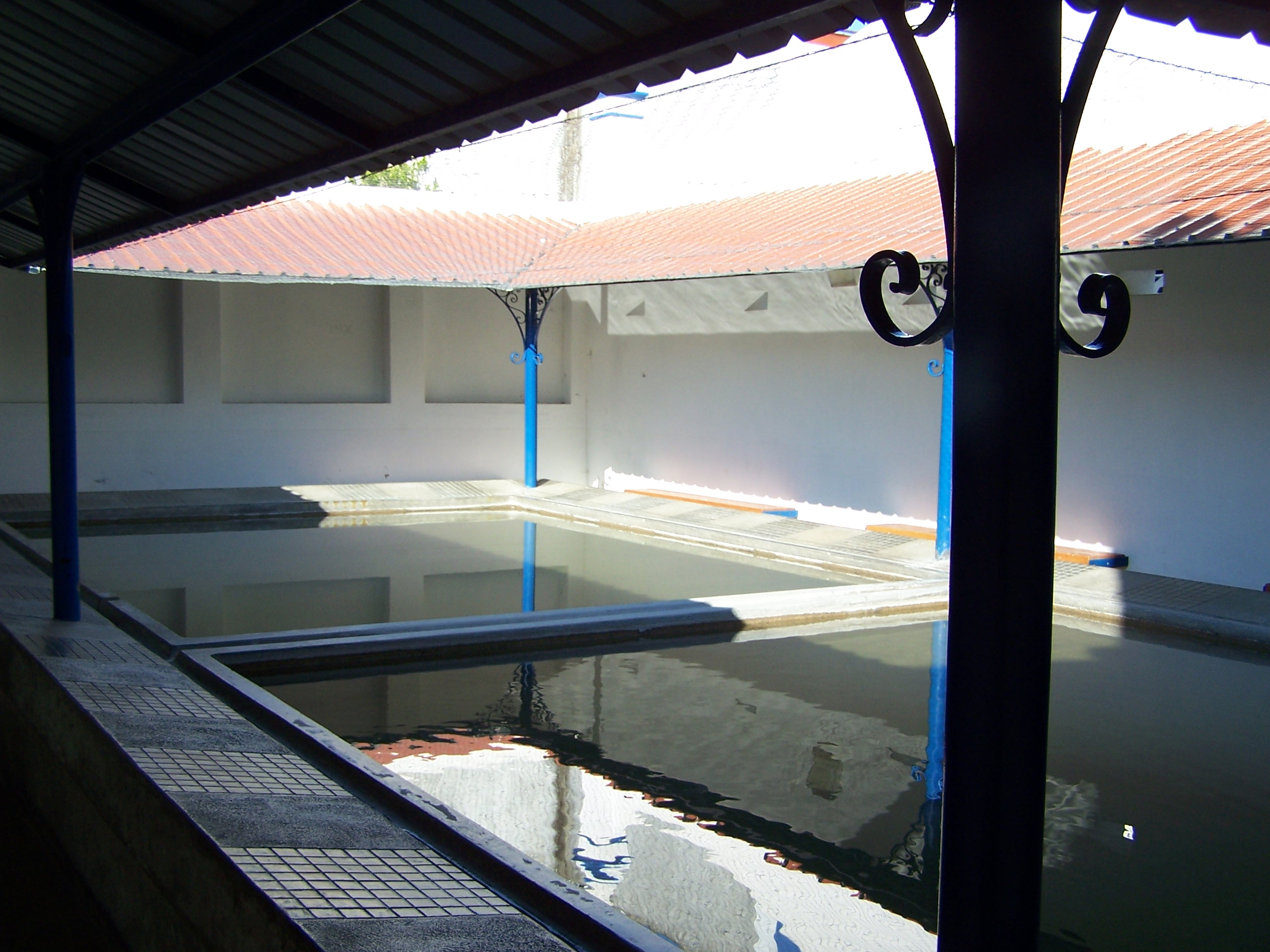
葡萄牙卡贝桑（英语：Cabeção）的公共洗衣处
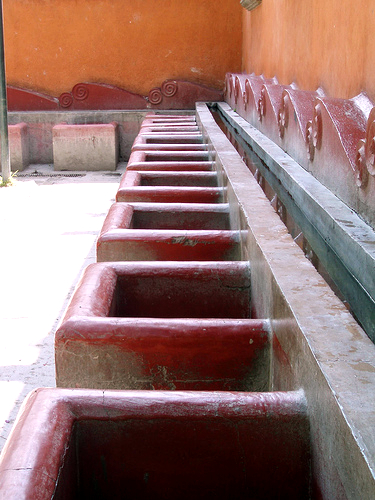
墨西哥聖米格爾德阿連德的公共洗衣处
法国上加龙省的洗衣船，1901年